# Artiguelouve
Artiguelouve es una comuna francesa de la región de Aquitania en el departamento de Pirineos Atlánticos. Se sitúa a quince kilómetros de la ciudad de Pau.
Artiguelouve fue mencionada por primera vez en el año 1220 con el nombre de Artiguelobe.

## Demografía
| 552 | 549 | 678 | 822 | 898 | 1252 | 1441 |
| Para los censos de 1962 a 1999 la población legal corresponde a la población sin duplicidades (Fuente: INSEE [Consultar]) |     |     |     |     |      |      |